# Vivo (orkester)
Vivo är en finländsk, periodvis verksam, ungdomssymfoniorkester, grundad 1986 och huvudsakligen bestående av gymnasister och musikstuderande från olika orter. 
Orkesterns hemort är Riihimäki, och den har fram till 2006 haft över 400 medlemmar, av vilka många blivit yrkesmusiker. Konserter har förutom i Finland getts i flera europeiska länder samt i USA och Kanada. Dirigenter har varit Kari Tikka (1986–1997), Mikko Franck (1997–1999), Tibor Bogányi (2000–2002) och Esa Heikkilä (2002–2016). 